# 大相撲令和2年11月場所
大相撲令和2年11月場所（おおずもうれいわにねんじゅういちがつばしょ）は、2020年（令和2年）11月8日から11月22日までの15日間、東京都墨田区の国技館（両国国技館）で開催された大相撲本場所である。

## 概要
新型コロナウイルス感染症の流行に伴い、本来であれば福岡国際センター（福岡市博多区築港本町）での開催となるが、7月場所のように国技館開催とし、人数制限をかけての開催となった。また、通常「九州場所」の通称を用いているメディアでも、本場所は「大相撲11月場所」と称した。
11月場所に関わる時系列（すべて2020年）
- 7月13日 - 7月場所同様に国技館での開催を決定[1]
- 10月19日 - 観客数の上限を5000人に変更[2]
- 10月26日 - 11月場所の番付が発表[3]。2019新型コロナウイルス集団感染によって全休した玉ノ井部屋力士の全28人は番付据え置きの救済措置が取られた[4]。
- 11月5日 - 横綱鶴竜の休場発表
- 11月6日 - 横綱白鵬の休場発表[5]。2場所連続で2人以上の横綱が休場して不在なのは史上初[6]。
- 11月10日 - 大関朝乃山の休場発表。
- 11月12日 - 大関正代の休場発表。これにより2横綱2大関の休場となる。2横綱2大関の不在は2003年1月場所以来[7]。
- 11月14日 -琴奨菊の引退公表。
- 11月15日 -琴奨菊の引退発表。
- 11月19日 - 臥牙丸が引退を発表。
- 11月23日 - 3場所連続休場の白鵬と鶴竜に注意の決議を決定。

## 番付・星取表
幕内
| 東方                   | 東方       | 東方     | 番付   | 西方     | 西方       | 西方   |
| 備考                   | 成績       | 力士名   | 番付   | 力士名   | 成績       | 備考   |
| ---------------------- | ---------- | -------- | ------ | -------- | ---------- | ------ |
|                        | 全休       | 白鵬     | 横綱   | 鶴竜     | 全休       |        |
| 幕内最高優勝           | 13勝2敗    | 貴景勝   | 大関   | 朝乃山   | 1勝2敗12休 |        |
| 新大関                 | 3勝2敗10休 | 正代     | 大関   |          |            |        |
|                        | 7勝8敗     | 御嶽海   | 関脇   | 隆の勝   | 8勝7敗     | 新関脇 |
| 新小結 優勝同点 技能賞 | 13勝2敗    | 照ノ富士 | 小結   | 髙安     | 8勝7敗     | 再小結 |
|                        | 3勝12敗    | 霧馬山   | 前頭1  | 若隆景   | 7勝8敗     |        |
|                        | 7勝8敗     | 阿武咲   | 前頭2  | 大栄翔   | 10勝5敗    |        |
|                        | 5勝10敗    | 輝       | 前頭3  | 隠岐の海 | 6勝9敗     |        |
|                        | 11勝4敗    | 北勝富士 | 前頭4  | 翔猿     | 6勝9敗     |        |
|                        | 4勝11敗    | 妙義龍   | 前頭5  | 琴勝峰   | 8勝7敗     |        |
|                        | 9勝6敗     | 宝富士   | 前頭6  | 玉鷲     | 8勝7敗     |        |
|                        | 9勝6敗     | 栃ノ心   | 前頭7  | 遠藤     | 8勝7敗     |        |
|                        | 6勝9敗     | 碧山     | 前頭8  | 照強     | 5勝10敗    |        |
|                        | 8勝7敗     | 德勝龍   | 前頭9  | 琴恵光   | 6勝9敗     |        |
|                        | 9勝6敗     | 竜電     | 前頭10 | 明生     | 9勝6敗     |        |
|                        | 5勝10敗    | 佐田の海 | 前頭11 | 炎鵬     | 3勝12敗    |        |
|                        | 6勝9敗     | 豊山     | 前頭12 | 魁聖     | 6勝9敗     |        |
|                        | 7勝8敗     | 豊昇龍   | 前頭13 | 逸ノ城   | 8勝7敗     |        |
| 再入幕 敢闘賞          | 10勝5敗    | 千代の国 | 前頭14 | 琴ノ若   | 7勝8敗     | 再入幕 |
|                        | 9勝6敗     | 千代大龍 | 前頭15 | 琴勇輝   | 全休       | 再入幕 |
| 再入幕                 | 8勝7敗     | 千代翔馬 | 前頭16 | 天空海   | 9勝6敗     | 新入幕 |
| 敢闘賞                 | 11勝4敗    | 志摩ノ海 | 前頭17 |          |            |        |

十両
| 東方   | 東方     | 東方   | 番付   | 西方     | 西方    | 西方            |
| 備考   | 成績     | 力士名 | 番付   | 力士名   | 成績    | 備考            |
| ------ | -------- | ------ | ------ | -------- | ------- | --------------- |
|        | 9勝6敗   | 明瀬山 | 十両1  | 千代ノ皇 | 7勝8敗  |                 |
|        | 10勝5敗  | 翠富士 | 十両2  | 松鳳山   | 6勝9敗  |                 |
|        | 8勝7敗   | 石浦   | 十両3  | 琴奨菊   | 1勝6敗  | 7日目に引退発表 |
|        | 8勝7敗   | 千代丸 | 十両4  | 錦木     | 6勝9敗  |                 |
|        | 9勝6敗   | 大奄美 | 十両5  | 英乃海   | 7勝8敗  |                 |
|        | 8勝7敗   | 美ノ海 | 十両6  | 若元春   | 8勝7敗  |                 |
|        | 8勝7敗   | 千代鳳 | 十両7  | 東龍     | 8勝7敗  |                 |
|        | 8勝7敗   | 旭大星 | 十両8  | 勢       | 5勝10敗 |                 |
|        | 8勝7敗   | 剣翔   | 十両9  | 大翔丸   | 8勝7敗  |                 |
|        | 6勝9敗   | 白鷹山 | 十両10 | 旭秀鵬   | 10勝5敗 | 優勝同点        |
|        | 8勝7敗   | 水戸龍 | 十両11 | 阿炎     | 全休    | 出場停止処分    |
| 再十両 | 7勝8敗   | 貴源治 | 十両12 | 常幸龍   | 9勝6敗  | 再十両          |
| 再十両 | 9勝6敗   | 宇良   | 十両13 | 錦富士   | 3勝12敗 |                 |
|        | 15戦全敗 | 富士東 | 十両14 | 千代の海 | 9勝6敗  | 再十両          |

※ 赤文字は優勝力士の成績。

## 優勝争い
2横綱が初日から休場したこの場所は、大関・朝乃山が3日目から、新大関・正代が5日目から休場となり、貴景勝が一人大関となる波乱の幕開けとなった。その貴景勝が初日から8連勝で自身初の中日勝ち越しを達成。中日の時点で全勝の貴景勝を1敗で小結・照ノ富士、平幕・宝富士、志摩ノ海が追う展開となった。
9日目に貴景勝は翔猿に敗れ、1敗に後退。照ノ富士は髙安に敗れ2敗になったことで、貴景勝、宝富士、志摩ノ海が1敗で並ぶ形となった。10日目以降、宝富士は連敗し、優勝争いから脱落。貴景勝、照ノ富士、志摩ノ海が連勝を続けた。
13日目に貴景勝と志摩ノ海の1敗同士の取り組みが組まれ、これに勝利した貴景勝が1敗で再度単独トップに立った。
14日目には照ノ富士と志摩ノ海の2敗同士の取り組みが組まれ、照ノ富士が勝利。貴景勝は御嶽海を破り、1敗をキープ。優勝争いは貴景勝（1敗）と照ノ富士（2敗）の2人に絞られ、千秋楽結びの一番にゆだねられた。
千秋楽、本割で照ノ富士が貴景勝を浴びせ倒しで下し、優勝決定戦に持ち込むも、決定戦では貴景勝が立ち合いから照ノ富士を圧倒、押し出しで破った。貴景勝は2年ぶり2回目、大関としては初の優勝を13勝2敗で飾った。大関の優勝は平成29年1月場所の稀勢の里以来、22場所ぶりのことであった。